# Kamiel Bonneu
Kamiel Bonneu (né le 1er août 1999 à Hamont-Achel) est un coureur cycliste belge, membre de l'équipe Flanders-Baloise.

## Biographie

### Débuts et carrière amateur
Kamiel Bonneu participe à ses premières compétitions cyclistes en 2014, vers l'âge de quinze ans, après avoir pratiqué le football. L'année suivante, il obtient son premier titre en devenant champion du Limbourg chez les débutants 2e année,. Il se spécialise ensuite dans les courses de côte, terminant notamment cinquième de La Philippe Gilbert Juniors en 2017. Ses trois premières années espoirs sont en revanche décevantes, marquées par diverses chutes et blessures. 
En 2021, il court au sein de la Basso Team Flanders (ex-GM Recycling) pour sa dernière saison espoirs. Il se révèle dans les courses par étapes amateurs en terminant deuxième du Tour de Castellón, et troisième du Tour de Vénétie. Lors du Tour de la Vallée d'Aoste, il termine neuvième de la première étape mais abandonne le lendemain, en raison d'une chute où il se fracture la cheville. À son retour en compétition, il parvient à prendre la septième place de Liège-Bastogne-Liège espoirs. Remarqué par ses performances, il signe son premier contrat professionnel avec l'équipe Sport Vlaanderen-Baloise pour les deux prochaines saisons.

### Carrière professionnelle
Kamiel Bonneu réalise ses débuts professionnels en janvier 2022 lors des épreuves du Challenge de Majorque. Le 19 mars, il obtient son premier résultat notable en terminant dixième de la Classic Loire-Atlantique. Il se classe ensuite cinquième de la Volta Limburg Classic et dixième du Tour de Hongrie au printemps. Durant l'été, il confirme ses aptitudes de grimpeur en remportant l'étape reine du Sazka Tour. Il s'impose également sur une étape du Tour de Grande-Bretagne, grâce à une échappée victorieuse. 
Lors de la saison 2023, il décroche de nouvelles places d'honneur. Il finit notamment quatrième du Czech Tour, septième de la Volta Limburg Classic, huitième du Tour de Grande-Bretagne, neuvième de l'Arctic Race of Norway ou encore douzième du Grand Prix de Wallonie. En fin d'année, il prolonge le contrat qui le lie aux dirigeants de la Team Flanders-Baloise.

## Palmarès

### Palmarès amateur
- 2015
  - Champion du Limbourg débutants 2e année
- 2017
  - 3e étape de l'Étoile des Ardennes flamandes
- 2018
  - 2e du Grand Prix Color Code
- 2021
  - 2e du Tour de Castellón
  - 3e du Tour de Vénétie

### Palmarès professionnel
- 2022
  - 3e étape du Sazka Tour
  - 3e étape du Tour de Grande-Bretagne
- 2024
  - 3e étape de l'Arctic Race of Norway

## Classements mondiaux
| Année                                 | 2019  | 2020 | 2021  | 2022 | 2023 | 2024 |
| ------------------------------------- | ----- | ---- | ----- | ---- | ---- | ---- |
| Classement mondial                    | 2729e | nc   | 2339e | 432e | 368e | 475e |
| UCI Europe Tour                       | 1701e | nc   | 1561e | 346e | nc   | nc   |
|                                       |       |      |       |      |      |      |
| Légende : nc = non classéSource : UCI |       |      |       |      |      |      |